# Aphonopelma aberrans
Aphonopelma aberrans är en spindelart som först beskrevs av Chamberlin 1917.  Aphonopelma aberrans ingår i släktet Aphonopelma och familjen fågelspindlar. Inga underarter finns listade i Catalogue of Life.